# LA Ink
L.A. Ink es un reality show estadounidense cuyo escenario es un estudio de tatuaje en Los Ángeles llamado "High Voltage Tattoo", ubicado en 1259 n. La Brea Ave. W. Hollywood, CA 90038. Es un proyecto nacido como extensión del programa Miami Ink. Es protagonizada por los artistas Kat Von D, Corey Miller, Hannah Aitchison, Kim Saigh y la mánager Pixie Acia. La premier fue emitida el 7 de agosto de 2007 en Estados Unidos. Más de 2,8 millones de personas sintonizaron para ver a Kat Von D retornar a los Ángeles, lo cual representó el mayor índice de audiencia para una premier en el canal TLC. En España el programa ha sido emitido en Discovery Channel y actualmente en DKISS

## Sinopsis
El programa exhibe el trabajo de los tatuadores desde que reciben la idea de sus clientes hasta el resultado final. En la historia se muestran las motivaciones de los clientes para querer ser tatuados con cierto dibujo en particular.

## Elenco
| Propietarios de tienda - Kat Von D (High Voltage Tattoo) - Craig Jackman (American Electric) (temporadas 3 y 4) Encargados de tienda - Pixie Acia (temporada 1) - Aubry Fisher (temporada 3) - Liz Friedman (temporada 3) - Adrienne Ironside (temporadas 3 y 4) Micro-mercadotecnia - Michael Drachenberg (temporadas 3 y 4) Asistente personal de Kat - Karoline Drachenberg | Artistas del tatuaje - Corey Miller (temporadas 1 y 4) - Hannah Aitchison (temporadas 1 y 2) - Kim Saigh (temporadas 1 y 2) - Dan Smith (temporadas 3 y 4) - Nikko Hurtado (temporadas 3 y 4) - Amy Nicoletto (temporadas 3 y 4) - Paulie Tattoo (temporada 3) - Ruth Pineda (temporadas 3 y 4) - Jeff Ward (temporada 4) - Khoi Nguyen (temporada 4) - Sejo Mc (temporada 4) |

## Invitados
- Joanna Angel, estrella porno
- Ronnie Radke, vocalista de Falling In Reverse y exmiembro de Escape the Fate.
- Sebastian Bach, exvocalista principal de Skid Row y actor.
- Stephen Baldwin, actor y hermano del también actor Alec Baldwin.
- Eric Balfour, actor (Six Feet Under, 24, y Haven).
- Nick Barnett, respaldo de Green Bay Packers.
- Amanda Beard, Nadadora olímpico y siete veces medallista de oro.
- Wes Borland, guitarrista de Limp Bizkit.
- Matt Bradley, Estrella de reality de (Deadliest Catch).
- Eddie Bravo, brasileño y músico profesional.
- Kimberly Caldwell, American Idol temporada 2 finalista.
- Margaret Cho, actriz y comediante.
- Chantal Claret, vocalista principal en Morningwood.
- Phil Collen vocalista principal en The Veer Union.
- Dr. Chud, exbaterista de The Misfits.
- Emerson Drive,banda country Canadiense.
- Eve, rapero
- Shelly Fairchild, cantante/letrista.
- The Game, rapero.
- Bobcat Goldthwait, actor y comediante.
- Tom Green, actor y comediante.
- Toryn Green, excantante de Fuel.
- Rita Haney, viuda del guitarrista de Pantera:Dimebag Darrell.
- Derek Hess, artista.
- Jeph Howard, bajista de The Used.
- Jesse Hughes, vocalista principal y guitarrista de Eagles of Death Metal.
- Scott Ian, guitarrista de Anthrax.
- Frank Iero, guitarrista de My Chemical Romance.
- Ja Rule, rapero.
- Darnell Jackson, Jugador de baloncesto de los Sacramento Kings.
- Jenna Jameson, estrella porno.
- Luke Johnson, batería de Lostprophets.
- Natasha Kai, jugadora de fútbol profesional y medallista de oro olímpica.
- Trever Keith, vocalista principal y guitarrista de Face To Face.
- Tim Lambesis, vocalista principal de As I Lay Dying.
- Lemmy Kilmister, vocalista principal y bajista de Motörhead.
- Jared Leto, actor, vocalista principal y guitarrista de 30 Seconds To Mars.
- Aaron Lewis, vocalista principal de Staind.
- Blake Lewis, American Idol Temporada 6 runner-up.
- Tim Lopez, guitarrista de Plain White T's.
- Bam Margera, skateboarder profesional, actor, y famoso bromista de (Jackass, y Viva La Bam).
- Travis McCoy, cantante/letrista y rapero de Gym Class Heroes.
- Jesse Metcalfe, actor (Desperate Housewives).
- Candice Michelle, modelo, ex WWE Diva, y portavoz de Go Daddy.
- Dominic Monaghan, actor (Lost y The Lord of the Rings).
- Jason Mraz, cantante/letrista.
- Dave Navarro, guitarrista de Jane's Addiction.
- Lamar Odom, jugador de baloncesto profesional de los Dallas Mavericks.
- Yolanda Perez, cantante.
- Christina Perri, cantante/letrista.
- Phil Plait, astrónomo y autor.
- Felix Rodriguez, guitarrista de The Sounds.
- Ralph Saenz, vocalista principal de Steel Panther.
- Patty Schemel, exbaterista de Hole.
- M. Shadows, vocalista principal de Avenged Sevenfold.
- Otep Shamaya, vocalista principal de Otep, poetisa, y actriz.
- Shontelle, cantante/letrista.
- Lucas Silveira, vocalista principal y guitarrista de The Cliks.
- Nikki Sixx, bajista de Mötley Crüe.
- Matt Skiba, vocalista principal y guitarrista de Alkaline Trio.
- Matt Sorum, batería de Guns N' Roses y de Velvet Revolver.
- Soulja Boy Tell 'Em, rapero y productor de discos.
- Kristoff St. John, actor (The Young and the Restless).
- Jeffree Star, famoso de MySpace y cantante.
- Steve-O, famoso bromista de (Jackass).
- Tré Cool, batería de Green Day
- Jimmy Urine, vocalista principal de Mindless Self Indulgence
- Mike Vallely, skateboarder y vocalista principal de Mike V and the Rats.
- Ville Valo, vocalista principal de HIM.
- Andrew W.K., músico.
- Brian "Head" Welch, exguitarrista de Korn.
- Nick Wheeler, guitarrista de The All-American Rejects.
- Robin Wilson, vocalista principal de Gin Blossoms.
- Pastor Fred Zariczny (Pastor Z), fundador de Bikers for Christ.
- Anthony Green, vocalista principal de Circa Survive.
- Belin, artista del grafiti